# Leucanopsis toledana
Leucanopsis toledana är en fjärilsart som beskrevs av William Schaus 1941. Leucanopsis toledana ingår i släktet Leucanopsis och familjen björnspinnare. Inga underarter finns listade i Catalogue of Life.